# Carboneros
Carboneros è un comune spagnolo di 674 abitanti situato nella comunità autonoma dell'Andalusia.